# Estación de Greystones
La estación de Greystones (Stáisiún na gCloch Liath en irlandés) es una estación de ferrocarril situada en Greystones (condado de Wicklow), Irlanda. Es la estación término más al sur de la línea de cercanías del DART. La estación tiene dos andenes. Tiene desvíos ferroviarios hacia el este de la estación.

## Historia
La estación fue inaugurada el 30 de octubre de 1855 siguiendo la extensión de la línea de ferrocarril alrededor de Bray Head en 1855. Fue inaugurada con el nombre de Greystones y Delgany. Posteriormente fue renombrada simplemente como Greystones.
La construcción de la electrificación y extensión de la línea de cercanías DART a la estación de Greystones empezó en 1995 y fue completada en 1999. El servicio del DART a Greystones comenzó el 10 de abril de 2000.

## Edificio
La entrada a la estación es sólo posible desde Main Street. El edificio de la estación alberga una agencia inmobiliaria, una oficina de billetes y dos máquinas automáticas de venta de billetes. Los baños se encuentran ubicados en el andén número 1. La oficina de billetes está abierta desde las 7 a. m. hasta las 10 a. m. de lunes a viernes.

## Andenes
La estación tiene dos andenes: el andén 1 en el lado oeste de la estación (donde se encuentra el edificio de la estación) y el andén 2 después del puente en el lado este de la estación. El andén 2 solo es usado unas pocas veces al día, cuando los trenes de cercanías del DART y los Intercity coinciden en la estación al mismo tiempo.

## Líneas

### Cercanías
La marca comercial del tren de cercanías es DART que comunica Dublín con núcleos de población cercanos y con importancia en la red metropolitana. Los horarios de los trenes suelen ser variados (aproximadamente de unos 20 minutos). Por otra parte es necesario conocer que con el objetivo de reducir la duración del trayecto no todos los trenes de cercanías que salen de Dublín paran en todas las estaciones.

### Larga distancia
La estación de Greystones también recibe algunos trenes de larga distancia. No obstante, debido a la cercanía con Dublín, estos trenes pasan por Greystones debido a que comparte la misma vía. Pese a que realizan el mismo trayecto que el DART (aunque con mucha menor frecuencia), en el tramo compartido se entiende, y cuestan el mismo precio, alcanzan una velocidad mayor que este y realizan el trayecto en menos tiempo. 
No obstante, es importante subrayar que estos trenes son de larga distancia, por lo que los asientos suelen ir completos y los vagones no están adaptados para realizar servicios de cercanías (pese a que en el tramo compartido sirven de apoyo y son usados para este servicio). En el caso de utilizar estos trenes lo más normal es verse obligado a ir de pie fuera de los vagones (en el pasillo de acoplamiento que queda entre ellos).